# 阿兰·卡尔德克
小阿兰·卡尔德克·德索萨·佩雷拉（葡萄牙語：Alan Kardec de Souza Pereira Júnior，1989年1月12日—），简称阿兰·卡尔德克（Alan Kardec），是一名巴西职业足球运动员，司職前锋，目前效力於中國足球超級聯賽俱樂部深圳。阿兰·卡尔德克的名字來自於唯靈論的提出者亞蘭·卡甸。 